# 1991-es Copa América (keretek)
A következő lista tartalmazza a Chilében rendezett, 1991-es Copa Américan részt vevő nemzeteinek játékoskereteit. A tornát 1991. július 6-a és 21-e között rendezték.